# ایگور کارنلیوک
ایگور کارنلیوک (روسی: И́горь Корнелю́к؛ زادهٔ ۱۶ نوامبر ۱۹۶۲) موسیقی‌دان، آهنگساز، خواننده و مجری اهل روسیه است. وی در سال ۲۰۰۷ به‌عنوان «هنرمند ارجمند فدراسیون روسیه» انتخاب شد.
از فیلم‌ها یا برنامه‌های تلویزیونی که وی در آن نقش داشته‌است، می‌توان به تاراس بولبا و ابله اشاره کرد.